# Port-Bail-sur-Mer
Port-Bail-sur-Mer é uma comuna francesa na região administrativa da Normandia, no departamento da Mancha. Estende-se por uma área de 38.50 km². Em 2010 a comuna tinha 2 635 habitantes (densidade: 68,4 hab./km²).
Foi criada em 1 de janeiro de 2019, a partir da fusão das antigas comunas de Portbail (sede da comuna), Denneville e Saint-Lô-d'Ourville.